# 블룸즈버리 그룹

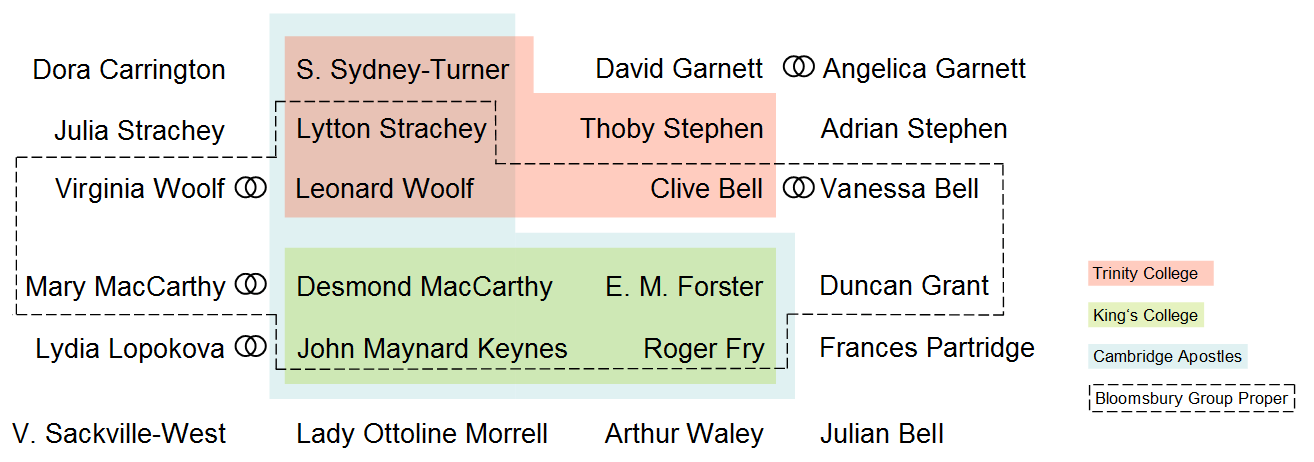
블룸즈버리 구성원 일부

블룸즈버리 그룹(Bloomsbury Group 또는 Bloomsbury Set)은 버지니아 울프, 존 메이너드 케인즈, E. M. 포스터, 리튼 스트레이치 등으로 구성된 20세기 전반 영국의 작가, 지식인, 철학자, 예술가 집단이다.
케임브리지 대학 남성들과 킹스 칼리지 런던 여성들로 구성된 이 느슨한 친인척 집단의 구성원들은 런던 블룸즈버리 근처에서 함께 거주하거나 공부했다. 그들의 작품과 사고방식은 문학, 미학, 비평, 경제학뿐 아니라 페미니즘, 평화주의 및 성에 대한 현대적인 접근에 있어 깊은 영향을 끼쳤다.
| “ | 그들은 광장에서 (정사각형에서 in squares) 살았으며, 그룹끼리 (원 안에서 in circles) 그림을 그렸으며, 삼각 관계의 (삼각형에서 in triangles) 사랑을 했다. - 도로시 파커가 말한 것으로 추정되는 블룸즈버리 그룹에 관한 유명한 인용문. | ” |

## 기원
던컨 그랜트를 제외한 블룸즈버리의 모든 남성 구성원들은 케임브리지 대학 출신이다. (트리니티나 킹스 칼리지 둘 중 하나) 클라이브 벨과 스티븐 형제를 제외한 그들 모두는 케임브리지의 배타적인 동아리, “사도들”의 회원이었다. 1899년 트리니티에서 리튼 스트레이치, 레너드 울프, 색슨 시드니터너와 클라이브 벨은 토비 스티븐과 친한 친구 사이가 되는데, 그들은 런던에 올때면 토비 스티븐의 누이들, 버네사와 버지니아를 통하여 블룸즈버리의 여성들을 만났다.

## 같이 보기
- 드레드노트 날조극